# 제일파마홀딩스
제일파마홀딩스(Jeil Pharma Holdings Inc)는 대한민국의 기업이다. 본사는 서울시 서초구 사평대로 343에 위치해 있으며 대표이사는 성석제이다.

## 역사
1959년 설립되어 2017년 6월 제일약품에서 인적분할되었다.

## 종속기업
- 제일약품: 완제 의약품 제조 및 판매
- 제일앤파트너스: 완제의약품의 판매대행
- 제일헬스사이언스: 완제 의약품 제조 및 판매
- 온코닉테라퓨틱스

## 참고문헌
1. ↑  제일약품, 3세 경영 본격화…한상철 사장 승진, 히트뉴스, 2022.12.23
2. ↑  제일파마홀딩스, 올 상반기 흑자전환 성공, 딜사이트, 2023.08.11